# Muhos
Muhos – gmina w Finlandii, w regionie Pohjois-Pohjanmaa, w bezpośrednim sąsiedztwie Oulu. Powierzchnia wynosi 797,39 km², z czego 13,78 km² stanowi woda. Populacja wynosi 8 857 osób, co sytuuje ją na 120. miejscu wśród gmin fińskich (2011). 
Przez Muhos przepływa rzeka Oulujoki, do której, również na terenie gminy, uchodzi Muhosjoki. Na Oulujoki znajduje się elektrownia wodna Pyhäkoski o najwyższym spadku wody w Finlandii (32,4 m). Budynek elektrowni zaprojektował architekt Aarne Ervi.

## Sąsiadujące gminy
- Liminka
- Oulu
- Siikalatva
- Tyrnävä
- Utajärvi
- Vaala